# Fablio le Magicien
Fablio le Magicien est un long métrage d'animation français de Georges de la Grandière, Attila Dargay, Radka Badcharova et Victor Antonescu sorti en 1970.
Ce sont six fables très librement adaptées de La Fontaine avec le personnage de Fablio le Magicien qui assure la liaison. 

## Fiche technique
- Titre français : Fablio le Magicien
- Réalisation : Georges de la Grandière, Attila Dargay (Pannonia Film, Budapest), Radka Badcharova (Sofia Animation Studio), Victor Antonescu (Animafilm, Bucarest)
- Production : Edic Films, Paris (G. de la Grandière)
- Technique : Dessins animés
- Durée : 72 minutes
- Format : Couleurs (Technicolor)
- Dates de sortie : 
  - 1970

## Les sixfables
- Le Chat et un vieux rat réalisé par Radka Batcharova
- La Grenouille qui voulait se faire aussi grosse que le bœuf
- Le Loup et le Chien
- Le Lion et le Moucheron
- La Tortue et les Deux Canards réalisé par Attila Dargay
- La Cigale et la Fourmi